# 5 (število)
5 (pét) je naravno število, za katero velja 5 = 4 + 1 = 6 − 1.

## V matematiki
- najmanjše varno praštevilo.
- najmanjše pitagorejsko praštevilo {\displaystyle 5=4\cdot 1+1\!\,}.
- najmanjše skladno število.
- drugo petkotniško število {\displaystyle 5=2(3\cdot 2-1)/2\,\!}.
- tretje praštevilo Germainove.
- drugo Fermatovo praštevilo {\displaystyle 5=2^{2^{1}}+1}.
- drugo Tabitovo število in drugo Tabitovo praštevilo {\displaystyle 5=3\cdot 2^{1}-1\,\!}.
- drugo Prothovo praštevilo 5 = 22 + 1.
- drugo Eulerjevo število.
- drugo Eisensteinovo praštevilo brez imaginarnega ali realnega dela oblike {\displaystyle 3n-1}.
- drugo kvadratno piramidno število {\displaystyle 5=2(2+1)(2\cdot 2+1)/6\,\!}, oziroma vsota kvadratov prvih dveh števil:

{\displaystyle 5=1^{2}+2^{2}\,\!}.
- drugo nedotakljivo število, saj ne obstaja nobeno takšno celo število x, da bi bila vsota njegovih pravih deliteljev enaka 5.
- drugo regularno praštevilo.
- tretje palindromno praštevilo.
- tretje fakultetno praštevilo {\displaystyle 5=3!-1\!\,}.
- tretje Čenovo praštevilo.
- tretje število Markova.
- tretje Higgsovo praštevilo.
- tretje desetiško samoštevilo.
- četrto Catalanovo število {\displaystyle C_{3}={\frac {2\cdot 3 \choose 3}{3+1}}=5\!\,}.
- četrto Bellovo število.
- četrto Størmerjevo število.
- četrto Pellovo število.
- peto in šesto Perrino število.
- šesto Fibonaccijevo število {\displaystyle 5=2+3\!\,}.
- 1-avtomorfno število (baza 10).
- Harshadovo število.
- število rešitev Známovega problema dolžine 6.
- število različnih prostih tetromin.
- število različnih platonskih teles.
- število različnih platonskih grafov.

## V znanosti
- vrstno število 5 ima bor (B).

## Drugo

### Leta
- 405 pr. n. št., 305 pr. n. št., 205 pr. n. št., 105 pr. n. št., 5 pr. n. št.
- 5, 105, 205, 305, 405, 505, 605, 705, 805, 905, 1005, 1105, 1205, 1305, 1405, 1505, 1605, 1705, 1805, 1905, 2005, 2105